# Eine kleine Nachtmusik (KV 525)
Serenada na orkiestrę smyczkową G-dur nr 13 KV 525, znana jako Eine kleine Nachtmusik (dosłownie Mała nocna muzyka, choć terminem „Nachtmusik” określano serenadę, „muzykę nocy”; Mały Nokturn) jest jedną z najbardziej znanych kompozycji Wolfganga Amadeusa Mozarta, napisaną na kwartet smyczkowy, choć w praktyce dzieło wykonywane jest najczęściej przez orkiestrę smyczkową. Została napisana w 1787 roku w Wiedniu, w tym samym czasie, kiedy kompozytor pracował nad operą Don Giovanni. Nie są znane okoliczności powstania dzieła.
Utwór ma pogodny charakter, mimo kłopotów i cierpień, jakie były udziałem Mozarta w ostatnich latach życia.

## Budowa
Utwór składa się z czterech części:
1. Allegro
2. Romanca (Andante)
3. Menuet (Allegretto)
4. Rondo (Allegro)

### Allegro
Część I ma budowę formy sonatowej.
Zbudowana jest na fanfarowym motywie, wprowadzonym na początku przez skrzypce:

### Romanca
Kontrastowa w stosunku do Allegro, liryczna w charakterze, ma budowę ronda sonatowego ABACA. Temat C utrzymany jest w tonacji molowej.

### Menuet
Menuet i trio o budowie ABA. Zamiast dworskiego, dystyngowanego charakteru, utrzymany jest w nastroju ludowego lendlera.

### Rondo
O budowie formy sonatowej, z początkowym swobodnym nastrojem i dramatycznym epizodem w modulacji do g-moll.